# Sulfato de antimônio(III)
Sulfato de antimônio, Sb2(SO4)3, é um sal higroscópico formado pela reação do antimônio com ácido sulfúrico. O composto é utilizado em dopagem de semicondutores, produção de explosivos e fogos de artifício. 

## Propriedades Químicas
Sulfato de antimônio é produzido pela reação do ácido sulfúrico com antimônio, entretanto não se forma nitrato de antimônio quando dissolvido em  ácido nítrico. Isso se deve  à natureza oxidante do ácido nítrico, que  forma, com a reação, uma mistura de óxidos de antimônio.
Sulfato de antimônio é deliquescente e solúvel em meio ácido. Pode ser preparado por dissolução de antimônio,  trióxido de antimônio, trissulfeto de antimônio ou cloreto de antimonila em ácido sulfúrico concentrado e a quente.
2 Sb (s) + 6 H2SO4 → Sb2(SO4)3 + 3SO2 + 6 H2O

## Precauções
Sulfato de antimônio (III) causa irritação em contato com a pele e mucosas e deve ser manuseado com cuidado. 